# Alte Synagoge (Limburg an der Lahn)

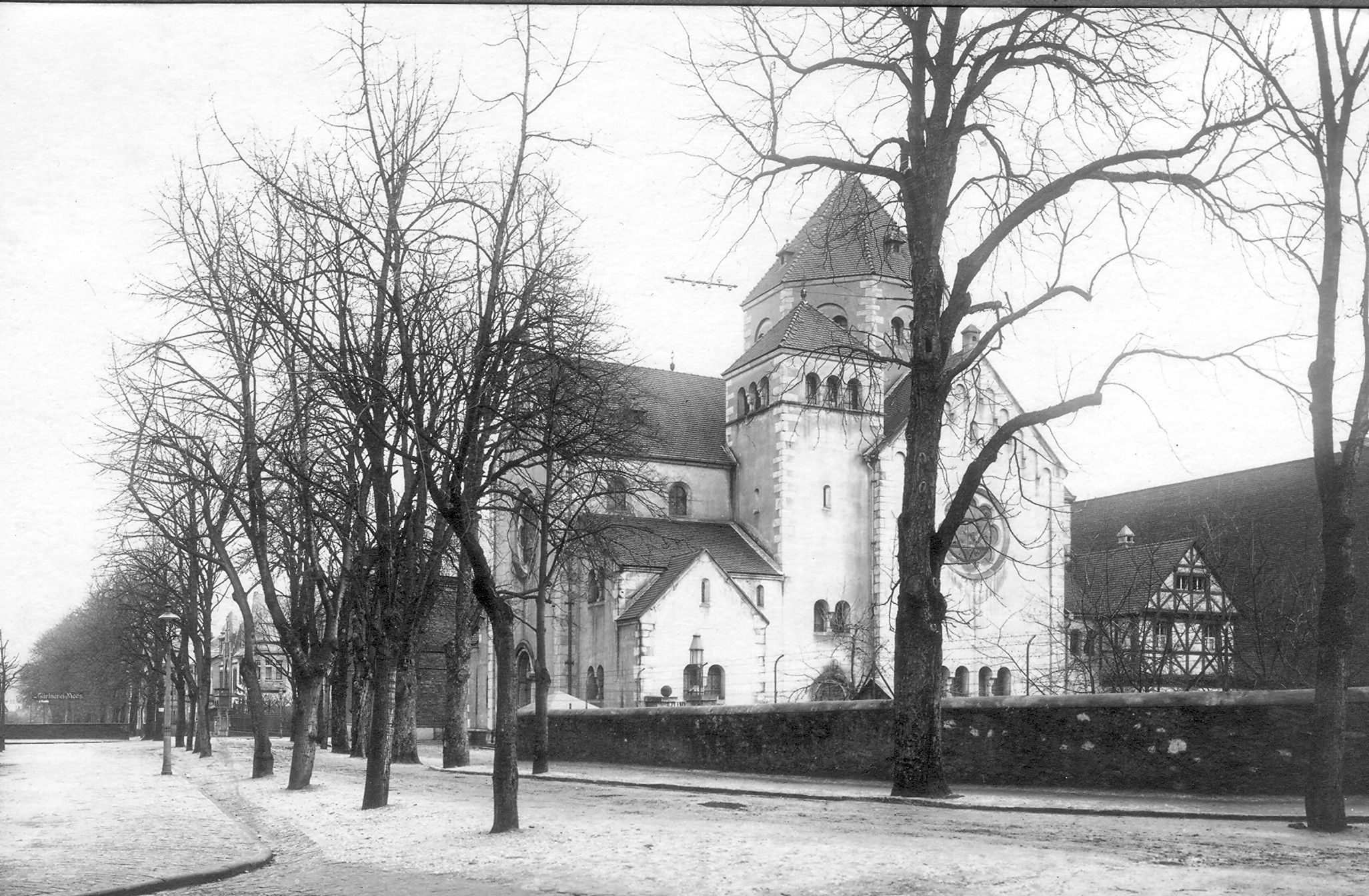
Alte Synagoge in Limburg an der Lahn (1910)

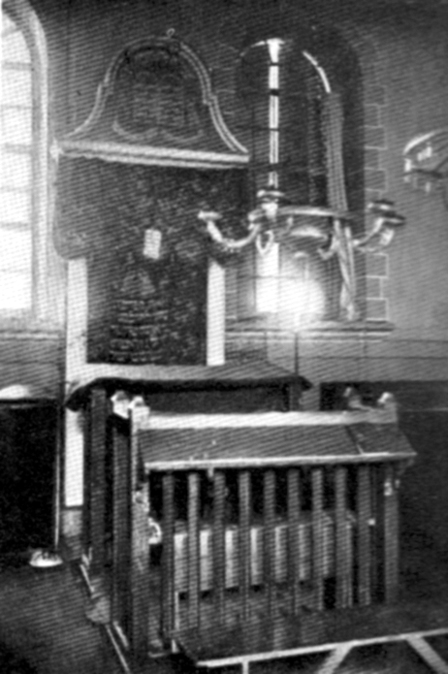
Innenansicht

Die Alte Synagoge in Limburg an der Lahn, der Kreisstadt des Landkreises Limburg-Weilburg im Hessen, wurde im Jahr 1903 errichtet. Die Synagoge hatte die Adresse Untere Schiede 27.

## Geschichte
Die Synagoge wurde nach Plänen des Architekten Wilhelm Spahr aus Marburg erbaut. Sie hatte 201 Plätze für Männer sowie 104 für Frauen. Rechts neben dem Synagogengebäude wurde eine Mikwe errichtet. Über dem Eingang der Synagoge stand die Inschrift aus Psalm 118: „Dies ist das Tor des Herrn. Gerechte ziehen durch es hinein.“
Beim Novemberpogrom 1938 wurde die Synagoge durch SS-Männer des SS-Sturmbann II/78 angezündet. Sie brannte völlig aus. Die Brandruine wurde beseitigt und das Grundstück neu bebaut.

## Gedenken
Im Jahr 1981 wurde am Standort der ehemaligen Synagoge eine Gedenktafel angebracht. 2015 wurde sie entfernt und durch ein Bronzemodell der Synagoge ersetzt. Die Gedenktafel wurde der Jüdischen Gemeinde übergeben.